# Golgota

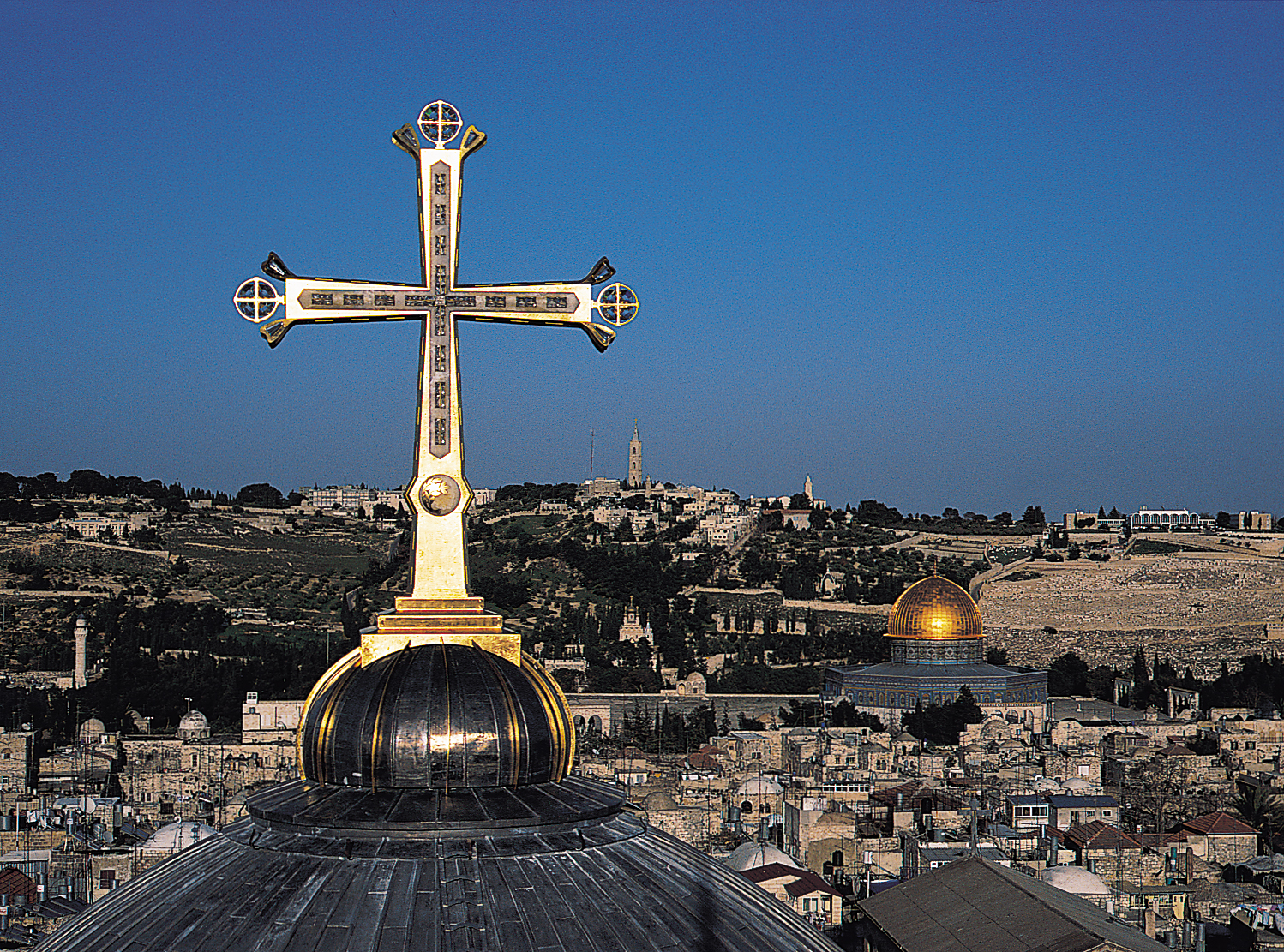
Kereszt a Szent Sír Bazilika kupoláján Jeruzsálemben, a feltételezett Golgota helyén

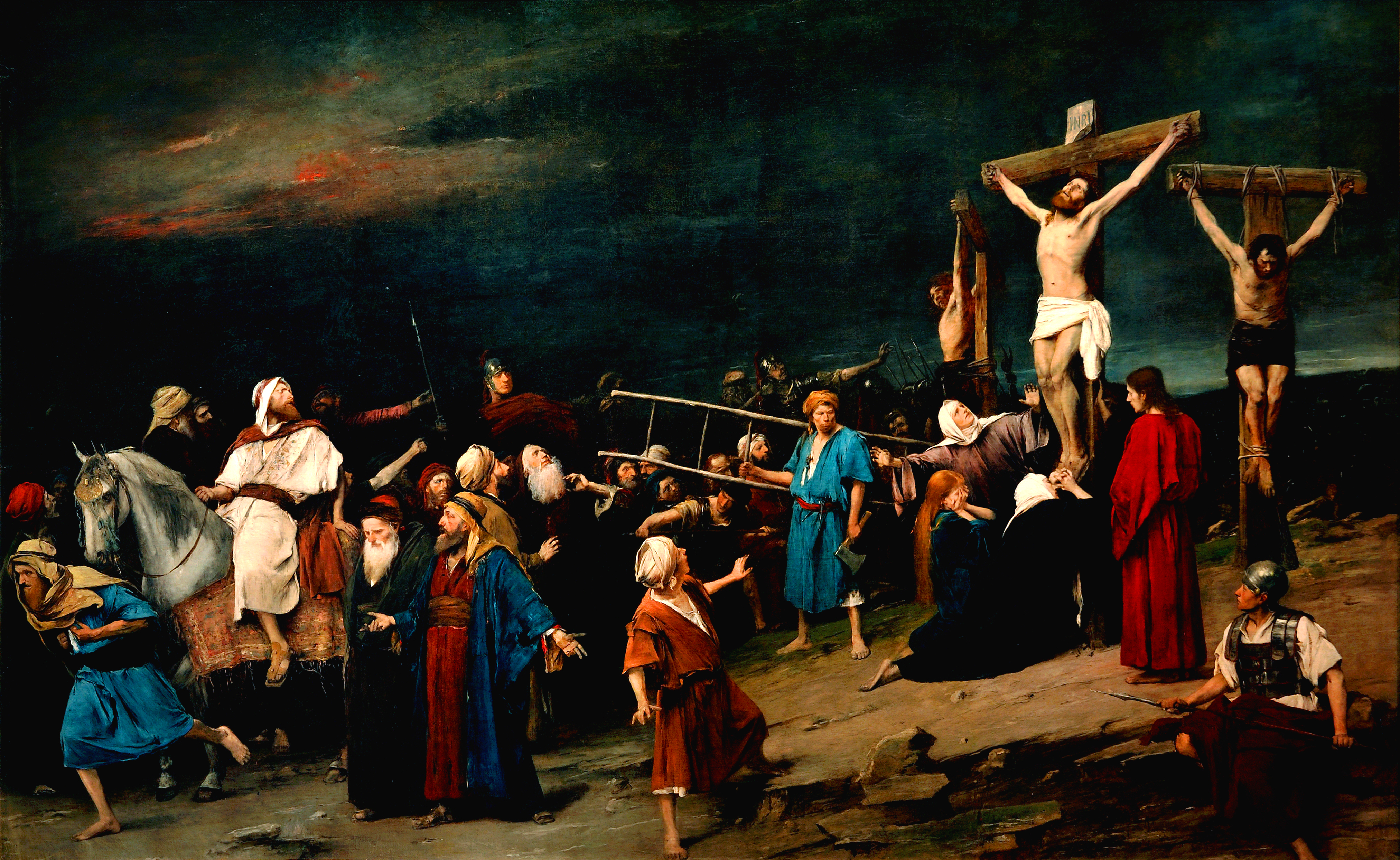
Munkácsy Mihály: Golgota (1884)

A golgota héber eredetű szó. Maga a szó alakja: „gulgólet”, melynek az arámi átírása („gulultá”) honosodott meg a mai szóhasználatban. A görögben „kranion”, a latinban pedig „calvaria” alakban maradt meg, ebből származik a kálvária szavunk. A szó jelentése: koponya/koponyahely. Eredetileg egy Jeruzsálemtől északra, északnyugatra fekvő kőbányához kapcsolódó magaslat volt, amely az ókori időkben a kivégzések helyéül szolgált. Nevét valószínűleg a kivégzésekből hátramaradt csontok után kaphatta. Az evangéliumok tanúsága szerint itt feszítették keresztre Jézust.

## Elhelyezkedése
A hely azonosítása kérdéses, de a legvalószínűbb az, hogy a nyugati és az északi városfal találkozásánál lévő „derékszögnél” lehetett. János adata is fontos, miszerint a kivégzőhely nem volt messze a várostól, mivel a Jézus keresztjén lévő feliratot sokan olvasták a zsidók közül (Jn. 19, 19-20). Lehetséges, hogy a Jaffát Aszkalonnal összekötő kereskedelmi út mellett feküdt.

## Utóélete
Hadrianus császár i. sz. 135-ben Iuppiter tiszteletére építtetett bazilikát ezen a helyen, majd az i. sz. IV. század táján Szent Ilona építtette fel a mai Szent Sír-templomot azon a helyen. Ma Jeruzsálem óvárosának keresztény negyedében található meg.